# Губчатая костная ткань
Губчатая костная ткань (губчатое вещество, трабекулярное вещество, лат. substantia spongiosa) — костная ткань ячеистого вида, сформированная рыхло лежащими костными трабекулами. В сравнении с компактным веществом, губчатое имеет большую площадь поверхности, лёгкость, меньшую плотность и прочность. Губчатое вещество формирует эпифизы трубчатых костей и практически весь объём губчатых костей. Трабекулы губчатого вещества располагаются упорядоченно, по функциональным линиям сжатия и расширения. Губчатая костная ткань содержит орган кроветворения — красный костный мозг.